# Tarnogórski Dzwoneczek

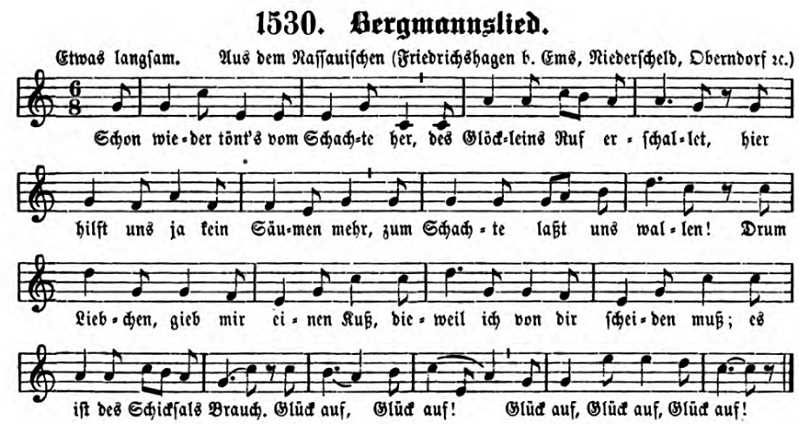
Pierwsza zwrotka pieśni pochodząca z Deutscher Liederhort z 1894 roku

Tarnogórski Dzwoneczek   (niem. (Das) Tarnowitzer Glöcklein ; znany również jako Dzwoneczek Tarnogórski , Już się rozlega (miły głos) oraz niem. Tarnowitzer Fahrtenlied , Tarnowitzer Fahrtlied i Schon wieder tönt vom Schachte her) – pieśń górnicza skomponowana w 1827 roku przez Rudolfa von Carnalla, niemieckiego inżyniera, późniejszego założyciela i dyrektora Górnośląskiej Szkoły Górniczej w Tarnowskich Górach i dyrektora Wyższego Urzędu Górniczego we Wrocławiu.

## Geneza utworu

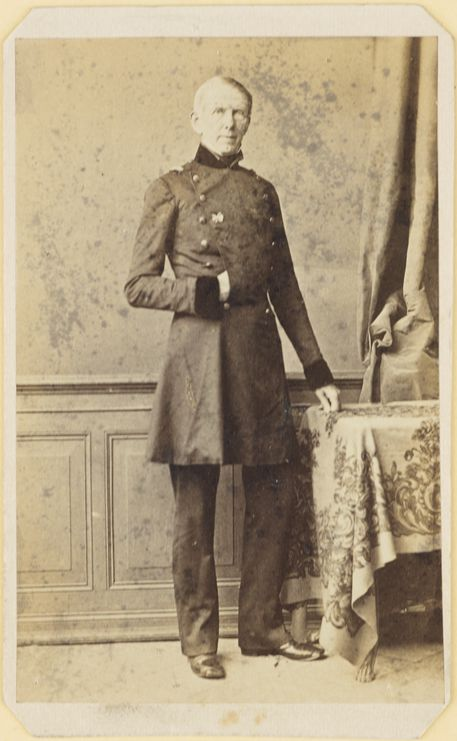
Twórca utworu, Rudolf von Carnall

Rudolf von Carnall był człowiekiem wszechstronnie utalentowanym. Urodzony w 1804 roku w Kłodzku, z górniczą pracą zetknął się po raz pierwszy w Nowej Rudzie i Wałbrzychu. Po ukończeniu studiów w Berlinie, w 1825 roku podjął pracę w Urzędzie Górniczym w Tarnowskich Górach. Towarzyskie usposobienie oraz solidność, błyskotliwość i zdolności artystyczne sprawiły, że Carnall szybko zaczął cieszyć się zaufaniem i uznaniem lokalnych elit przemysłowych i towarzyskich .
Carnall pisał wiersze, z których duża część przeznaczona była do śpiewania. Jeden z nich – Das Tarnowitzer Glöcklein – dał początek pieśni, która z dopiskiem August 1827 znalazła się w śpiewniku Carnalla z 1827 roku . Utwór ten w kolejnych dziesięcioleciach cieszył się wręcz statusem „hymnu górniczego” , wykonywano go przy okazji wielu uroczystości, np. okolicznościowych Bergfestów organizowanych w rocznicę odkrycia w szybie „Rudolphine” pierwszych złóż rud srebronośnych . Pieśń zdobyła ogromną popularność nie tylko w środowiskach związanych z górnictwem i nie tylko na Górnym Śląsku, lecz na całym obszarze niemieckojęzycznym . Powstało wiele wersji utworu różniących się słowami, a niekiedy również zmodyfikowaną melodią .
Tarnogórski Dzwoneczek wykazuje taneczne pochodzenie; jego trójmiarowy rytm nadaje mu charakter walca, zaś radosny nastrój tekstu podkreśla zwiewna w swoim przebiegu melodia. Pieśń łatwo wpada w ucho ze względu na poetyckość tekstu i nieskomplikowany dźwiękowy układ . 
W czasach współczesnych popularyzatorami pieśni stali się m.in. członkowie Stowarzyszenia Miłośników Ziemi Tarnogórskiej, w którego zbiorach muzykaliów utwór ten jest jednym z wielu skrzętnie przechowywanych  . Tarnowitzer Glöcklein jest również wykonywany podczas organizowanych w mieście imprez historycznych .
Pierwszy wers polskiej wersji utworu stał się nazwą wystawy Już się rozlega miły głos… Dzwonnica Gwarków wczoraj i dziś prezentowanej od maja do sierpnia 2021 roku w Muzeum w Tarnowskich Górach, poświęconej zabytkowej Dzwonnicy Gwarków w Tarnowskich Górach.

## Tekst utworu
Tarnowitzer Fahrtenlied
Wersja Verein der Leobener Bergbaustudenten
w języku niemieckim
Schon wieder tönt vom Schachte her,

des Glöckleins leises Schallen,

lasst eilen uns nicht weilen mehr,

zum Schachte lasset uns wallen!

Dem Liebchen gebt den Abschiedskuss,

und scheidet von dem Hochgenuss,

es ist des Schicksals Lauf.

Glück auf! Glück auf! Glück auf! Glück auf!

Leicht eilen wir mit frohem Sinn,

die steile Fahrt hernieder,

ein jeder geht zur Arbeit hin,

es regt sich alles wieder.

Man hört des Pulvers Donnerknall,

des Schlägels und des Eisens Schall,

Der Hunte Räder Lauf;

Glück auf! Glück auf! Glück auf! Glück auf!

Und sollte einst in ew’ger Nacht,

mein letztes Stündlein schlagen,

wir stehen ja in Gottes Macht,

er läßt uns alles ertragen,

Ade mein Liebchen weine nicht,

den Tod nicht scheu’n ist Bergmannspflicht,

wir fahren zum Himmel hinauf.

Glück auf! Glück auf! Glück auf! Glück auf!
Pieśń górnicza
Wersja polska z 1914 roku
Już się rozlega miły głos

Dzwoneczka z naszej wieży,

Więc śpieszmy wraz, jak każe los,

Na szyb niech każdy bieży!

Choć tam na ziemi piękny maj,

Ty śpiesz w podziemny gnomów kraj,

Nas czeka praca tam,

Szczęść nam, szczęść nam,

Szczęść Boże nam!

Z wesołą myślą śpieszmy wraz,

Stromą na dół drabiną!

Do pracy każdy zdąża z nas,

Już w szybie kroki giną,

Już słychać miłych strzałów huk,

I stokroć milszy młotów stuk

Ozwie się tu i tam,

Szczęść nam, szczęść nam,

Szczęść Boże nam!

A jeśli kiedy przyjdzie czas

Podziemne żegnać góry

I dzwonka głos ostatni raz

Odezwie się ponury:

O bracie, wtedy nie płacz, nie,

I z oczu twoich otrzyj łzę,

Wszak się obaczym tam!

Szczęść nam, szczęść nam,

Szczęść Boże nam!
Już się rozlega
Wersja polska z 1930 roku
Już się rozlega miły głos dzwoneczka z naszej wieży,

Więc śpieszmy wraz, jak każe los, na szyb niech każdy bieży.

Całuska śpiesznie lubej daj

I śpiesz w podziemny gnomów kraj,

Nas czeka praca tam,

szczęść nam, szczęść nam, szczęść nam, szczęść Boże nam!

Z wesołą myślą śpieszmy wraz stromą na dół drabiną,

Do pracy naszej szczęść nam Bóg, już w piecach kroki giną.

Już się rozlega strzałów huk

I stokroć milszy młotów stuk,

Już słychać tu i tam:

szczęść nam, szczęść nam, szczęść nam, szczęść Boże nam!

A jeśli kiedyś przyjdzie czas żegnać podziemne góry,

I dzwonka głos ostatni raz odezwie się ponury.

O, luba, wtedy nie płacz, nie,

Fartuszkiem sobie utrzyj łzę,

Wszak się zobaczę tam:

szczęść nam, szczęść nam, szczęść nam, szczęść Boże nam!